# Scoparia crepuscula
Scoparia crepuscula là một loài bướm đêm trong họ Crambidae.